# Ronnet
Ronnet – miejscowość i gmina we Francji, w regionie Owernia-Rodan-Alpy, w departamencie Allier.

## Demografia
Według danych na rok 1990 gminę zamieszkiwało 159 osób, a gęstość zaludnienia wynosiła 8 osób/km². W styczniu 2015 r. Ronnet zamieszkiwało 189 osób, przy gęstości zaludnienia wynoszącej 9,5 osób/km².